# Jala
Jala (v srbské cyrilici Јала) je řeka v severovýchodní části Bosny a Hercegoviny, přítok Spreči. Její tok je dlouhý 37 km.
Název řeky pochází z řečtiny a odkazuje na těžbu soli. Podle tureckého názvu pro sůl má potom název město Tuzla, kterým Jala protéká.
Řeka pramení u obce Gornja Tuzla u vrcholu Žagar, jižně od pohoří Majevica. Následně teče na jih a u Simina Hanu se stáčí směrem na západ a směřuje do města Tuzly. Zde tvoří jeho hlavní západo-východní osu. Protéká samým středem města. Západně od něj poté protéká uměle přeloženým korytem, kde se vyhybá tepelné elektrárně Tuzla, v značně průmyslové oblasti, která byla dříve záplavovou oblastí. U města Lukavac v blízkosti Modračského jezera se vlévá do Spreči.
Přítoky Jaly jsou Solina, Joševica, Požarnička reka, Grabov potok a Mramorski potok.
Vzhledem k velké koncentraci průmyslu i hustému osídlení patřila mezi nejznečištěnější v Bosně a Hercegovině.